# Ole Bull
Ole Bornemann Bull (Bergen, 5 febbraio 1810 – Lysøen, 17 agosto 1880) è stato un violinista e compositore norvegese.
Considerato uno dei maggiori interpreti romantici alla pari di Fryderyk Chopin e Liszt, scrisse due concerti e numerosi pezzi brillanti per violino. Per la sua abilità venne definito "il Paganini del Nord".

## Biografia
Venne ammesso a suonare nell'orchestra “Armonie” di Bergen a solo otto anni, mentre a tredici sapeva eseguire tutti i Capricci di Paganini. Più tardi lasciò gli studi di teologia già avviati all'Università di Christiania per dedicarsi alla carriera musicale. Nel 1828 a Oslo venne designato direttore delle società musicali della città, “Il Liceo Musicale” e l'orchestra del teatro, mentre nel 1829 si recò a Kassel per vedere ed udire il violinista Louis Spohr. Nel 1831 si recò a Parigi, dove incontrò Paganini e studiò con uno dei suoi allievi, Heinrich Wilhelm Ernst. Il suo debutto parigino risale al 1832, grazie all'influenza di Chopin e dello stesso Ernst. Bull effettuò la sua prima tournée in Svizzera e Italia nel 1833; imparò da un tenore come far “cantare” il violino e sviluppò la tecnica di suonare sulle quattro corde contemporaneamente per imitare armonie organistiche. Era anche un vero maestro nell'improvvisare su temi dati dal pubblico.
Il suo debutto come virtuoso avvenne a Bologna nell'aprile del 1834, in maniera fortuita, dovendo sostituire all'ultimo momento la famosa cantante Maria Malibran indisposta. Da quella data il successo gli arrise. Abile propagandista di se stesso, nei concerti italiani invitava e perfino pagava gente per applaudire. Ritornato a Parigi all'età di venticinque anni, pagò un giornalista per scrivere una sua breve biografia, assunse una segretaria per organizzare i concerti. In Italia fece realizzare suoi ritratti e piccoli busti in serie, da vendere come propaganda nei negozi musicali.
La stampa dipingeva un modesto giovane quasi agli antipodi rispetto a Paganini, che pare fosse così avaro da suonare con la sordina, in modo che nessuno potesse sentirlo senza dover pagare. Ole Bull suonava spesso per beneficenza, per vittime di incendi o di guerra. Era molto orgoglioso; in Italia si rifiutò di suonare perché una dama di compagnia della regina chiacchierava. A San Pietroburgo si rifiutò di suonare mentre lo zar stava aspettando. Al cospetto di re Carl Johan di Svezia si sentì insultato perché il re disse allo zar che anch'egli aveva dei polacchi nel suo regno: i Norvegesi.
Glorificato o definito un ciarlatano, la sua carriera divenne inarrestabile con prezzi dei biglietti il triplo del normale perché tutti volevano sentirlo. Dal 1834 fino al 1880 diede ininterrottamente tournée concertistiche in tutto il mondo a ritmi pazzeschi, mentre Paganini e Franz Liszt diedero tournée rispettivamente per dieci e quindici anni. Nel 1836, per esempio, tenne duecentoquarantasette concerti nella sola Inghilterra. In Germania nel 1838 si fece costruire una carrozza speciale, per viaggiare immediatamente dopo un concerto, svegliarsi in un'altra città per provare immediatamente con l'orchestra. Talvolta si esibiva due volte nello stesso giorno. Grazie al suo fisico d'acciaio, tenuto in allenamento con una condotta naturista ante litteram, sostenne le tournée per circa cinquant'anni, girando in tutto il mondo con le più diverse condizioni atmosferiche, da Cuba a San Pietroburgo, dal Cairo e Algeri a pressoché tutta l'America, oltre che naturalmente l'Europa.
A proposito del rapporto tra Liszt e Bull, è celebre la loro lite avvenuta a Budapest:
Liszt replicò furioso: "Vecchio buffone, osate dire una cosa simile a me, Franz Liszt!"
La diatriba degenerò in alterco e finì su questa invettiva di Liszt: "Quando il vostro nome sarà dimenticato, il mondo si inginocchierà ancora alla mia memoria."
Il giorno dopo Bull diede un concerto, che non fu un grande successo, fra l'altro dal punto di vista del ritmo. Nei posti in prima fila, Liszt batteva le mani con ostentazione, ma bisbigliò al suo vicino: "E voleva dar lezione di piano a me, questo vecchio ronzino"»
(Il mondo della musica, Garzanti,1956; Bull, Ole, pag. 395)
Da Jean Baptiste Vuillaume apprese l'arte del liutaio divenendo molto esperto. Costruì un arco speciale, poco più lungo di quello moderno; sperimentava vernici per migliorare il suono. Comprò e rivendette come un vero mercante decine di violini storici, di Nicola Amati, Giuseppe Guarneri, Antonio Stradivari, Giovanni Paolo Maggini, Gasparo da Salò, Matteo Benti, Santo Serafin, Claude Miremont, Antonio Mariani.
Suonò pressoché esclusivamente su Guarneri del Gesù, Gasparo da Salò e un Nicola Amati di misura grande; non predilesse gli Stradivari, pur possedendone li vendette quasi sempre. I suoi due violini prediletti per 40 anni di tournée mondiali infuocate come ritmi e livello delle esecuzioni, furono un Guarneri del Gesù e il Gasparo da Salò appartenuto alle collezioni imperiali degli Asburgo, con testa riccamente intagliata e cosparsa di pietre preziose, visto a Vienna da un collezionista di nome Rehaczec e poi da lui acquistato nel 1841.
Nel 1851 fondò a Bergen il primo teatro di prosa norvegese. Negli Stati Uniti costruì un nuovo tipo di pianoforte gran coda basato sui princìpi della costruzione violinistica. Ottenne per tale strumento perfino un brevetto e ne produsse alcuni esemplari che però non incontrarono molto successo.

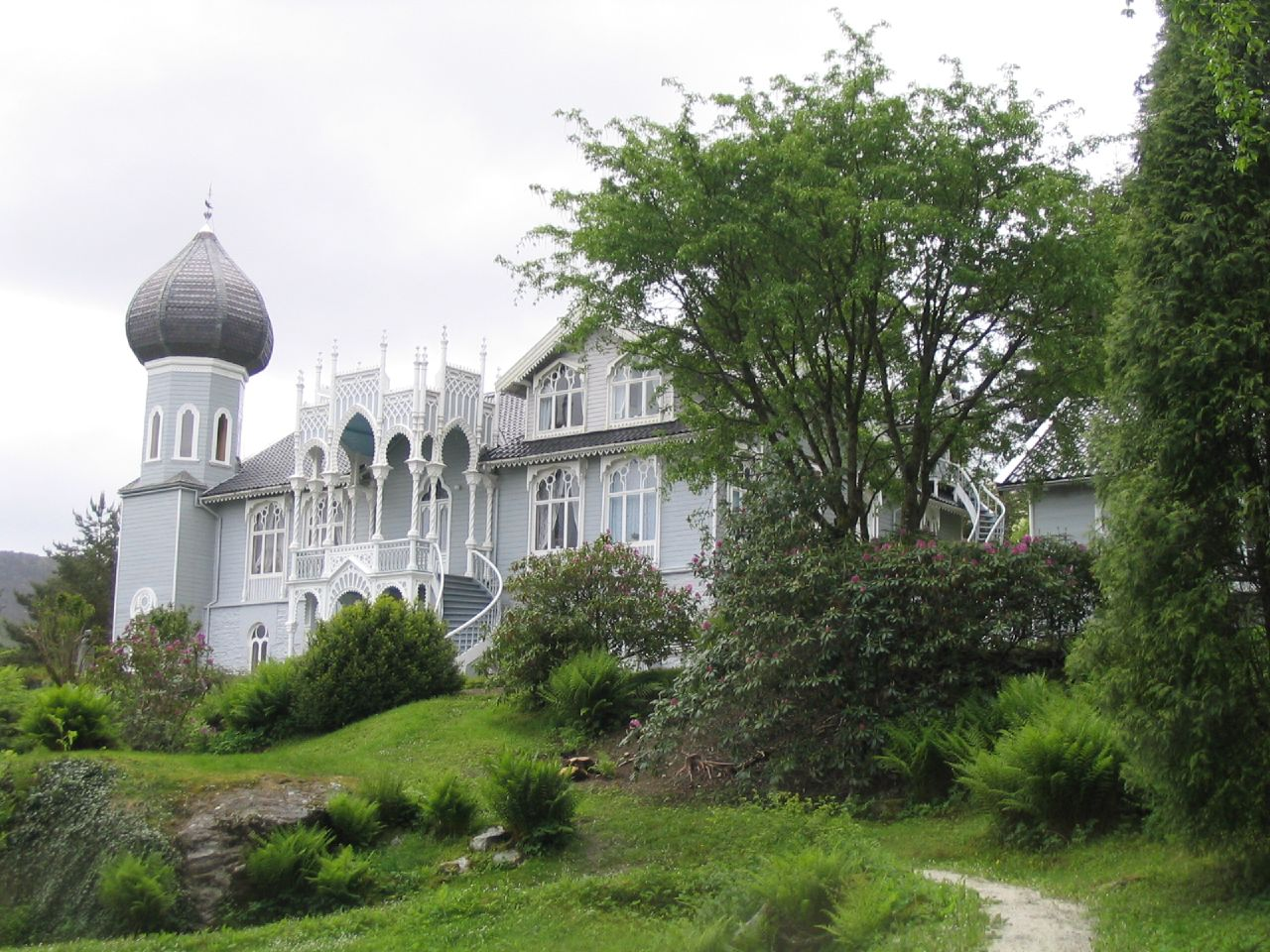
La residenza di Ole Bull a Lysøen

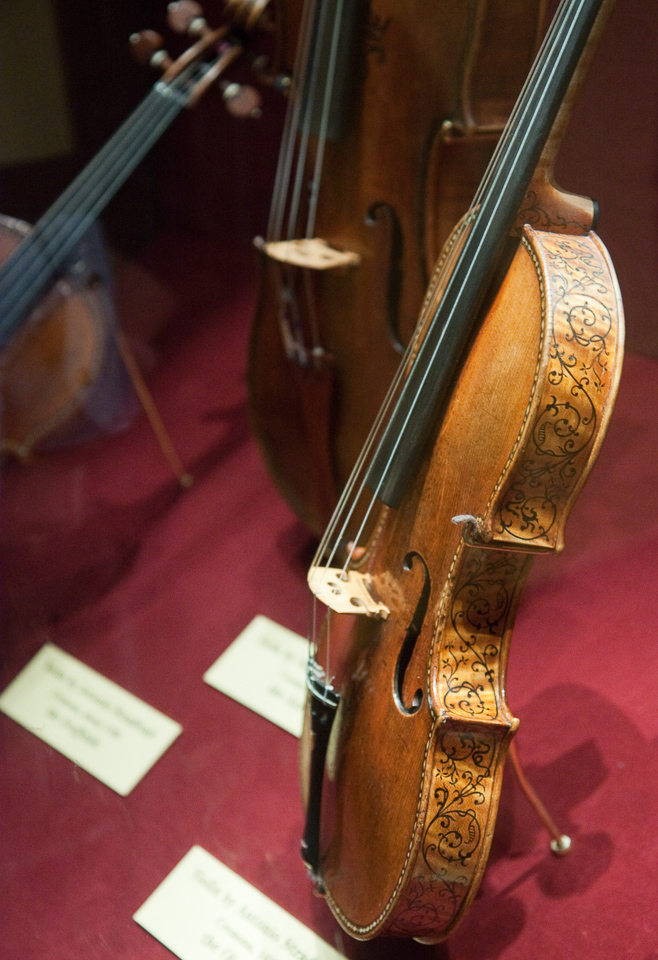
Violino Antonio Stradivari "Ole Bull" del 1687 appartenuto a Ole Bull

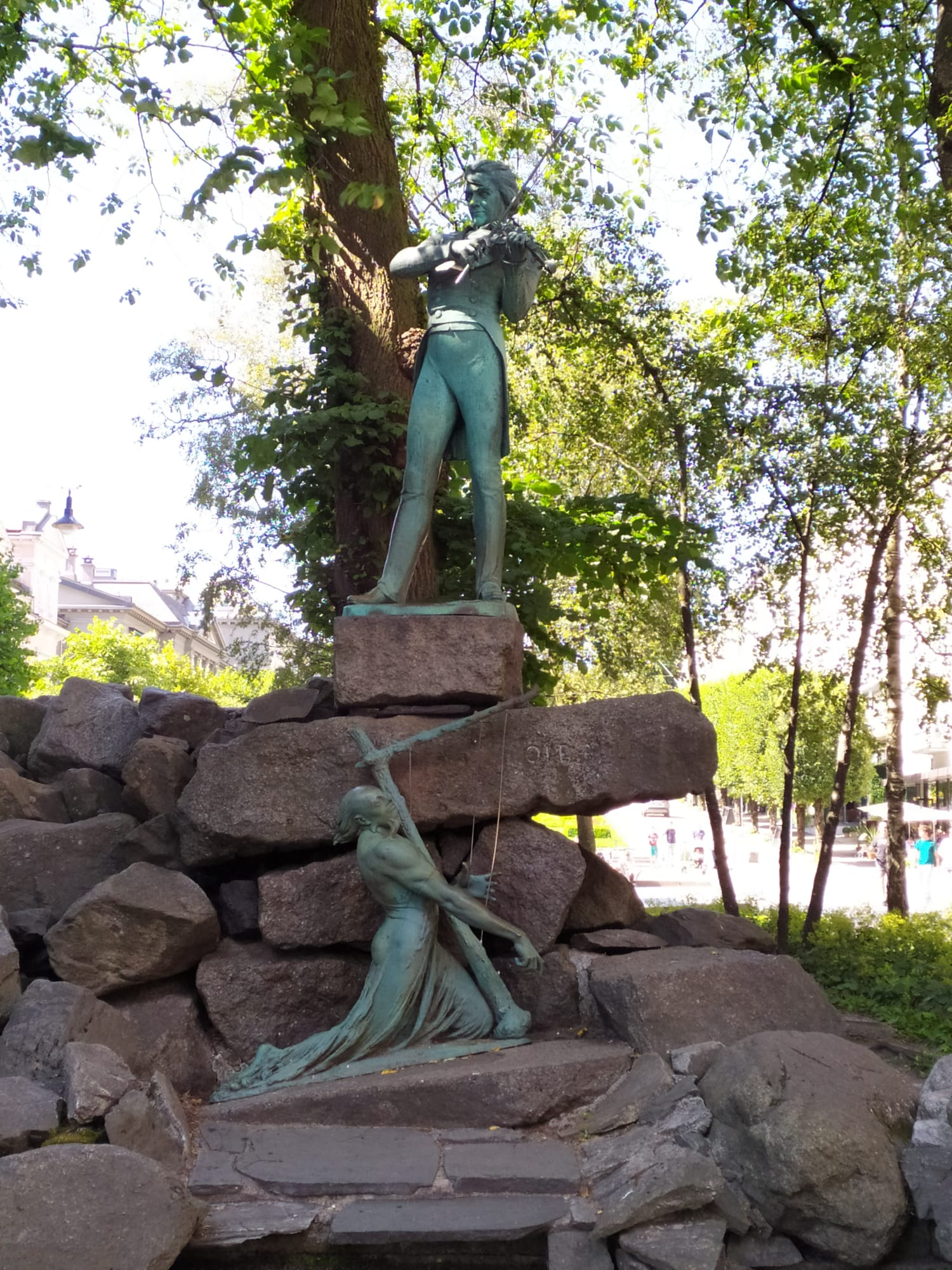
Statua di Ole Bull a Bergen

Nel 1872 Ole Bull comprò l'isola di Lysøen in Os, a sud di Bergen e assunse l'architetto Conrad Fredrik von der Lippe per progettare e costruire una residenza sull'isola, oggi di proprietà della Società per la conservazione dei monumenti norvegesi.
Si spense a seguito di un cancro nella villa di Lysøen il 17 agosto 1880. Non molto tempo prima, nonostante la malattia, aveva tenuto il suo ultimo concerto a Chicago. Il suo corteo funebre fu in stile molto pomposo, a testimonianza della grande fama acquisita negli anni e dell'affetto dei norvegesi: il suo feretro venne trasportato da una nave scortata da 15 altre e un gran numero di imbarcazioni più piccole.
Ole Bull occupa un posto speciale nella storia della Norvegia, per la sua fiera lotta per la libertà politica, l'indipendenza della Norvegia dalla Svezia e la cultura nazionale; Edvard Grieg lo definì un “pioniere per la nostra giovane musica nazionale”.

## Opere
Elenco parziale delle composizioni per anno di composizione
- 1832 Fantasia e variazioni di bravura su un tema di Bellini, violino e orchestra, op. 3
- 1833 Souvenirs de Norvège
- 1833 Barcarola, voce e pianoforte
- 1834 Concerto per violino e orchestra n.1 in La Maggiore “Grand Concerto”, op. 4
- 1834 Quartetto in Sol Maggiore per violino
- 1835 Polacca Guerriera (rev. 1864)
- 1837 Fantasia scozzese
- 1838 Adagio religioso, op. 1
- 1841 Concerto per violino e orchestra n.2 in Mi minore “Concerto fantastico”
- 1841 Grüss aus der Ferne
- 1842 Notturno, violino e orchestra, op. 2
- 1842 Villspel i Lio
- 1843 Siciliano e Tarantella
- 1844 El Agiaco Cubano
- 1844 Recuerdos de Habana
- 1844 Niagara
- 1844 In memory of Washington
- 1848 Halling til Studenternes Selskab den 10de December 1848
- 1848 Halling. Springdans.
- 1849 Et Sæterbesøg
- 1849 Sætergjentens søndag
- 1849 Fjeldstuen, scenemusikk
- 1851 Kunstens Magt
- 1856 Fantasia sopra un tema Americano “Arkansas traveler”
- 1863 I ensomme stunde
- 1872 Vision